# Rolaf Schahn
Rolaf Schahn (* 27. August 1928 in Forst/Lausitz; † 15. Dezember 2016 ebenda) war ein deutscher Offizier und früherer Parlamentsabgeordneter, der der Fraktion der Freien Deutschen Jugend (FDJ) in der Volkskammer der DDR angehörte.

## Leben
Er war der Sohn eines Arbeiters. Nach dem Besuch der Volksschule ging er vier Jahre an die Mittelschule und wurde während des Zweiten Weltkrieges zur deutschen Wehrmacht eingezogen. Nach seiner Rückkehr aus dem Krieg war er zunächst als Maschinenschlosser tätig und absolvierte einen Schweißerlehrgang. Später qualifizierte er sich zum Elektro-Schweißer. 1948 wurde Schahn zunächst Angehöriger der Deutschen Volkspolizei, wechselte später allerdings zur Kasernierten Volkspolizei, wo er als Offizier diente. 1956 wurde er als Oberleutnant in die Nationale Volksarmee der DDR übernommen  und diente für einige Zeit in der später aufgelösten 6. Mot.-Schützendivision am Standort Prenzlau.

## Politik
Schahn wurde bereits 1946 Mitglied der gerade erst gegründeten FDJ und trat gleichzeitig 1946 in die SED ein. In beiden Organisationen nahm er mehrere Funktionen wahr.
Für die FDJ kandidierte er 1954 zu den zweiten Volkskammerwahlen und vertrat die FDJ bis 1958 als Abgeordneter in der Volkskammer.

## Auszeichnungen
- Ernst-Thälmann-Medaille
- Medaille für treue Dienste
- Friedensmedaille
- Abzeichen für gutes Wissen in Gold